# Комиш укорінливий
Комиш укорінливий (Scirpus radicans) — вид рослин родини осокові (Cyperaceae), поширений у помірній Євразії від Іспанії до Японії.

## Опис
Багаторічна трав'яниста рослина 60–125(150) см заввишки. Кореневище коротке. Стебла з довгими бічними пагонами, які дугою пригинаються до ґрунту і на верхівці вкорінюються. Листки до 2 см шириною, плоскі. Навколоцвітні щетинки в 2–3 рази довші за горішок, звивисті, майже гладенькі. Колоски загострені, ланцетні, чорнуваті, 5–8 мм довжиною, сидять по 1 на кінцях гладких гілочок розлого-волотистого суцвіття 10–20 см завдовжки. Колоски від довгасто-яйцюватих до вузько-яйцюватих, 5–8 × ≈ 2 мм, рясноквіті. Колоскові луски щільно розташовані, довгасті, ≈ 2 мм, перетинчасті, обидві поверхні темно-сірувато-чорні, серединна жилка блідо-жовта, основа іноді солом'яного кольору, поля на верхівці війчасті, вершина округла. Пиляки ≈ 1 мм, лінійно-довгасті. Горішок блідо-жовтий, оберненояйцюватий, ≈ 1 мм, стиснутий з 3 боків. 2n = 56.

## Поширення
Поширений у помірній Євразії від Іспанії до Японії.
В Україні зростає на заболочених лугах, краях лісових боліт — в Поліссі звичайний; спорадично в басейні Сів. Дінця. Лікарська рослина.

## Галерея

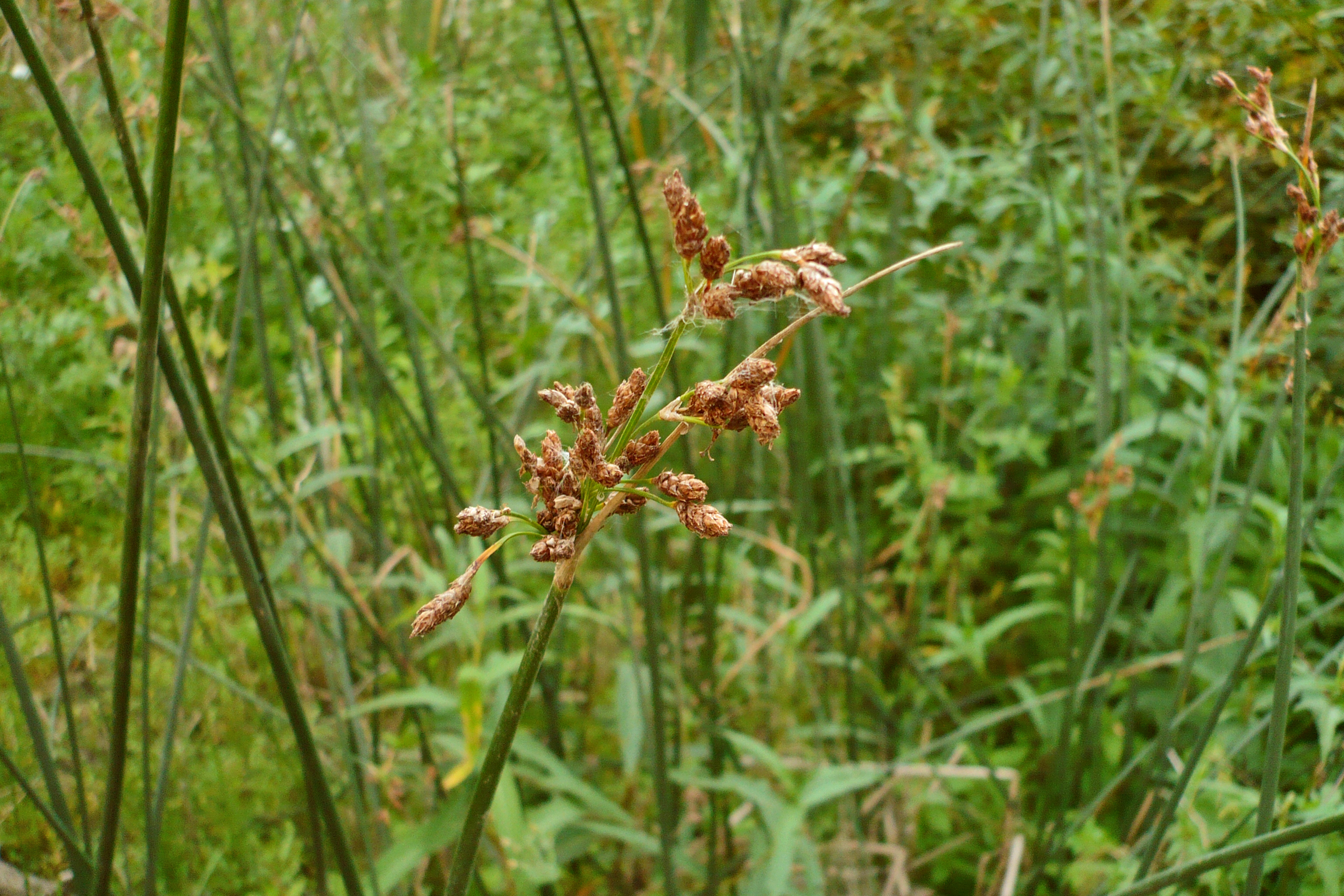
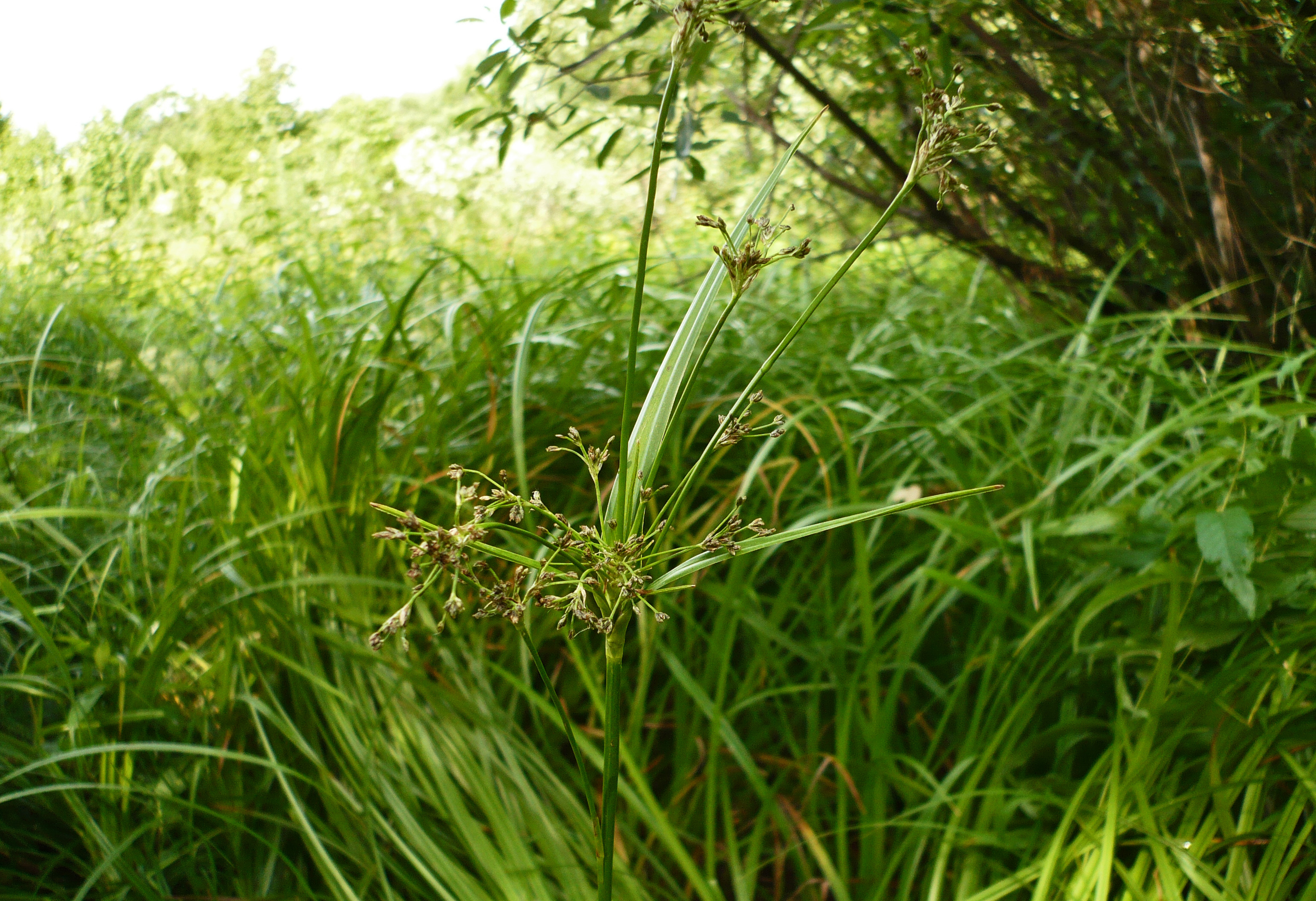